# Smile (쿠라키 마이의 음반)

## 해설
- 《MAI KURAKI BEST 151A -LOVE & HOPE-》이래로 2년 3개월만에, 정규 음반으로는 《OVER THE RAINBOW》이후 5년 1개월만의 정규 음반이다.
- CD에서는 1월에 이 앨범의 선행으로 발매된 VR싱글 <YESTERDAY LOVE>나 배신 한정으로 릴리스된 <Serendipity> <SAWAGE☆LIFE> 두 곡은 물론, 이미 라이브나 CM 등에서 O.A되고 있는 <My way> <OPEN L♡VE>가 이번에 처음으로 CD 음원화가 되었다.
- 초회한정반과 통상반의 2가지 형태로 발매가 된다. 이 중, 초회한정반에는 6번째로 수록된 < I Like It>의 리믹스 버전을 수록한 보너스 디스크가 특전으로 부착된다. 오리지널 앨범 중에 보너스 디스크가 부속된 것은 2010년에 발매된 9번째 정규 앨범 《FUTURE KISS》이후가 된다.
- 이번 앨범에 대해서 "5년 반 동안 몰두해 온 다양한 활동, 지금까지 없던 경험의 여러 가지 심정이 잘 표현되고 음악 이외의 활동을 한 것에서 노래의 표현력의 폭이 넓어지고 솔직한 가사의 세계관이 두드러지는 곡이 집결한, 풍부한 색채의 보컬을 느낄 수 있으며 데뷔작부터 컬래버레이트해 온 CYBERSOUND팀 등 국내외 톱 크리에이터를 기용해 음악적인 가치관도 마음껏 발휘되어 완성된 작품"이라고 한다.

## 수록곡
1. YESTERDAY LOVE
  - 작사: 쿠라키 마이 / 작곡: 쿠보타 케이야, 나가토 다이코 / 편곡: 츠루사와 유메토, 나가토 다이코

VR 싱글 (3rd DVD 싱글)
이번 작품으로 첫 CD 음원화되었다.
요미우리 TV계 애니메이션 《명탐정 코난》 엔딩 테마
2. 미스터리 히어로(ミステリー ヒーロー)
  - 작사: 쿠라키 마이 / 작곡·편곡: 토쿠나가 아키히토
3. 유리 미소(硝子の微笑)
  - 작사: 쿠라키 마이 / 작곡: SHIBU / 편곡: 야마시타 요스케
4. OPEN L♡VE
  - 작사: 쿠라키 마이 / 작곡·편곡: Command Freaks, 김태성, 배수정, Jake K
  - 2016 유캔 <스피크 마스터> CM송
5. SAWAGE☆LIFE
  - 작사: 쿠라키 마이 / 작곡: Alaina Beaton, Bobby Huff / 편곡: TAITO
  - 배신 한정곡
  - 요미우리 TV계 애니메이션 《명탐정 코난》 엔딩 테마
6. I Like It
  - 작사: 쿠라키 마이 / 작곡: 후쿠다 타카시, 와타나베 마코토, Nanna Larsen / 편곡: 후쿠다 타카시
7. MY VICTORY
  - 작사: 쿠라키 마이 / 작곡: 모토야마 세이지, 마루타니 마나부, Nanna Larsen / 편곡: 모토야마 세이지
  - 일본 유니시스 <실업팀 배드민턴부> 응원송
8. Serendipity
  - 작사: 쿠라키 마이 / 작곡·편곡: 토쿠나가 아키히토
  - 배신 한정곡
  - JR 서일본<산요 신칸센 전선 개업 40주년 기념 칸사이 브랜딩 프로모션 《아시타 세렌디피티》(あしたセレンディピティ)> CM송
9. Make that change
  - 작사: 쿠라키 마이 / 작곡·편곡: 토쿠나가 아키히토
10. Tell me why
  - 작사: 쿠라키 마이 / 작곡·편곡: Maxx Song, 김용신, Casper, 220
11. My Way
  - 작사: 쿠라키 마이 / 작곡: 김태성, Maxx Song, 배수정, Jake K / 편곡: 모치야마 쇼코
12. 너에게로의 노래(きみへのうた)
  - 작사: 쿠라키 마이 / 작곡: Sidnie Tipton, Shane Pittman, Nash Overstreet / 편곡: Nash Overstreet
  - JICA 청년해외협력대 CM송

### 초회반 Bonus Disc
- I Like It Remix
  - Remixed by 모토야마 세이지